# ساري تبة (مرند)
ساري تبة هي قرية في مقاطعة مرند، إيران. عدد سكان هذه القرية هو 461 في سنة 2006.